# جاكوب مارتن بيترسن
جاكوب مارتن بيترسن (بالنرويجية البوكمول: Jakob Martin Pettersen)‏ هو سياسي نرويجي، ولد في 11 أبريل 1899 في برغن في النرويج، وتوفي في 1970. حزبياً، نشط في حزب العمال. وقد انتخب Minister of Transport of Norway ‏ (5 يناير 1952 – 22 يناير 1955) وانتخب عضو برلمان النرويج ‏.